# Patato Valdés
Carlos M. „Patato“ Valdés (* 4. November 1926 in Havanna (Kuba); † 4. Dezember 2007 in New York) war ein amerikanischer Perkussionist des Latin Jazz, der besonders durch sein Spiel auf der kleinen Congatrommel Quinto bekannt wurde.

## Leben und Wirken
Valdés erhielt ab dem zwölften Lebensjahr Gitarrenunterricht durch seinen Vater, um dann das Congaspiel zu erlernen. Er arbeitete mit bekannten kubanischen Gruppen, wie La Sonora Mantancera, Conjunto Azul und mit Chano Pozo, bevor er in den frühen 1950er Jahren nach einem Gastspiel in New York City in die Vereinigten Staaten übersiedelte. Dort spielte er bei Machito (1953 bis 1959), bei Tito Puente (1957 bis 1959) und dann bei Herbie Mann (bis 1962). 1957 war er an Art Blakeys Album Orgy in Rhythm beteiligt. Mit Dizzy Gillespie und mit Quincy Jones ging er auf Europatournee. Dann spielte er bei Dizzy Gillespie (Portrait of Jenny, 1970), Willie Bobo Kenny Dorham, Elvin Jones, Benny Golson, Duke Pearson, Johnny Griffin, Cal Tjader, Mike Longo, Hilton Ruiz, Dave Liebman, Charlie Rouse, Oliver Nelson und Roy Hargrove. 1991 tourte er mit Mario Bauzá durch Europa, war aber auch immer wieder mit Tito Puente und mit eigenen Gruppen (u. a. mit Alfredo Rodríguez) unterwegs. Mit seiner eigenen Band „Afrojazzia“ gastierte er 1994 in Europa.
Valdés gab zahlreiche Meisterkurse. Auch entwickelte er mit Latin Percussion Patato Model Conga die ersten stimmbaren Congatrommeln. Weiterhin trat er in Roger Vadims Film Und immer lockt das Weib (1956) mit Brigitte Bardot auf.

## Diskographische Hinweise
- Patato y Totico (1968) mit Eugenio Arango, Arsenio Rodríguez und Cachao López
- Masterpiece (1984)
- Authority (2001)

## Lexigraphische Einträge
- Leonard Feather, Ira Gitler: The Biographical Encyclopedia of Jazz. Oxford University Press, New York 1999, ISBN 0-19-532000-X.
- Martin Kunzler: Jazz-Lexikon. Band 2: M–Z (= rororo-Sachbuch. Bd. 16513). 2. Auflage. Rowohlt, Reinbek bei Hamburg 2004, ISBN 3-499-16513-9.